# Joe Holt
Pour les articles homonymes, voir Holt.
Joe Holt (né le 13 octobre 1997 à Swansea, au pays de Galles) est un coureur cycliste britannique, spécialiste de la piste.

## Palmarès sur piste

### Championnats d'Europe
| Édition / Épreuve          | Poursuite par équipes                       | Américaine |
| Anadia 2014 (juniors)      | Argent                                      | Bronze     |
| Montichiari 2016 (espoirs) | Bronze                                      |            |
| Anandia 2017 (espoirs)     | Or (avec Bostock, Hayter et Walls)          |            |
| Aigle 2018 (espoirs)       | Or (avec Bostock, Britton, Walls et Wright) |            |

### Championnats nationaux
- 2014
  -  Champion de Grande-Bretagne du kilomètre juniors
  - 2e du championnat de Grande-Bretagne de poursuite juniors
  - 2e du championnat de Grande-Bretagne du scratch juniors
- 2015
  - 2e du championnat de Grande-Bretagne de l'américaine juniors
  - 3e du championnat de Grande-Bretagne du kilomètre juniors
- 2016
  -  Champion de Grande-Bretagne de l'américaine (avec Ethan Hayter)
- 2017
  - 2e du championnat de Grande-Bretagne de poursuite par équipes
  - 3e du championnat de Grande-Bretagne de l'omnium
- 2018
  - 3e du championnat de Grande-Bretagne de l'omnium
- 2022
  -  Champion de Grande-Bretagne de poursuite par équipes
- 2023
  -  Champion de Grande-Bretagne du kilomètre
  -  Champion de Grande-Bretagne du scratch
- 2024
  -  Champion de Grande-Bretagne du kilomètre
  - 2e du championnat de Grande-Bretagne de l'américaine

## Palmarès sur route

### Par année
- 2015
  - 1re (contre-la-montre) et 2e étapes de l'Isle of Man Junior Tour
- 2020
  - 2e de l'Eddie Soens Memorial

### Classements mondiaux
| Année                                 | 2018  |
| ------------------------------------- | ----- |
| Classement mondial                    | 2819e |
| UCI Europe Tour                       | 1883e |
|                                       |       |
| Légende : nc = non classéSource : UCI |       |